# بيل بالدوين
بيل بالدوين (بالإنجليزية: Bill Baldwin)‏ (6 يونيو 1935 - 14 أكتوبر 2015)؛ كاتب وروائي أمريكي.